# アン川
アン川（アンがわ、Ain）は、フランス東部を流れるローヌ川支流の川である。長さは約190kmであり、アルピタン語ではEn。アン県の名前の由来となった。
ジュラ県のラ・ファヴィエール付近が水源である。水源の標高は約700mで、ジュラ山脈南端の石灰岩地帯である。ジュラ県、アン県と流れ、リヨンの東約40km地点でローヌ川に合流する。